# Anlhiac
Anlhiac is een gemeente in het Franse departement Dordogne (regio Nouvelle-Aquitaine) en telt 281 inwoners (2005). De plaats maakte deel uit van het arrondissement Périgueux. Na de aanpassing van de arrondissementsgrenzen vanaf 2017 door het arrest van 30 december 2016 behoort zij tot het arrondissement Nontron.

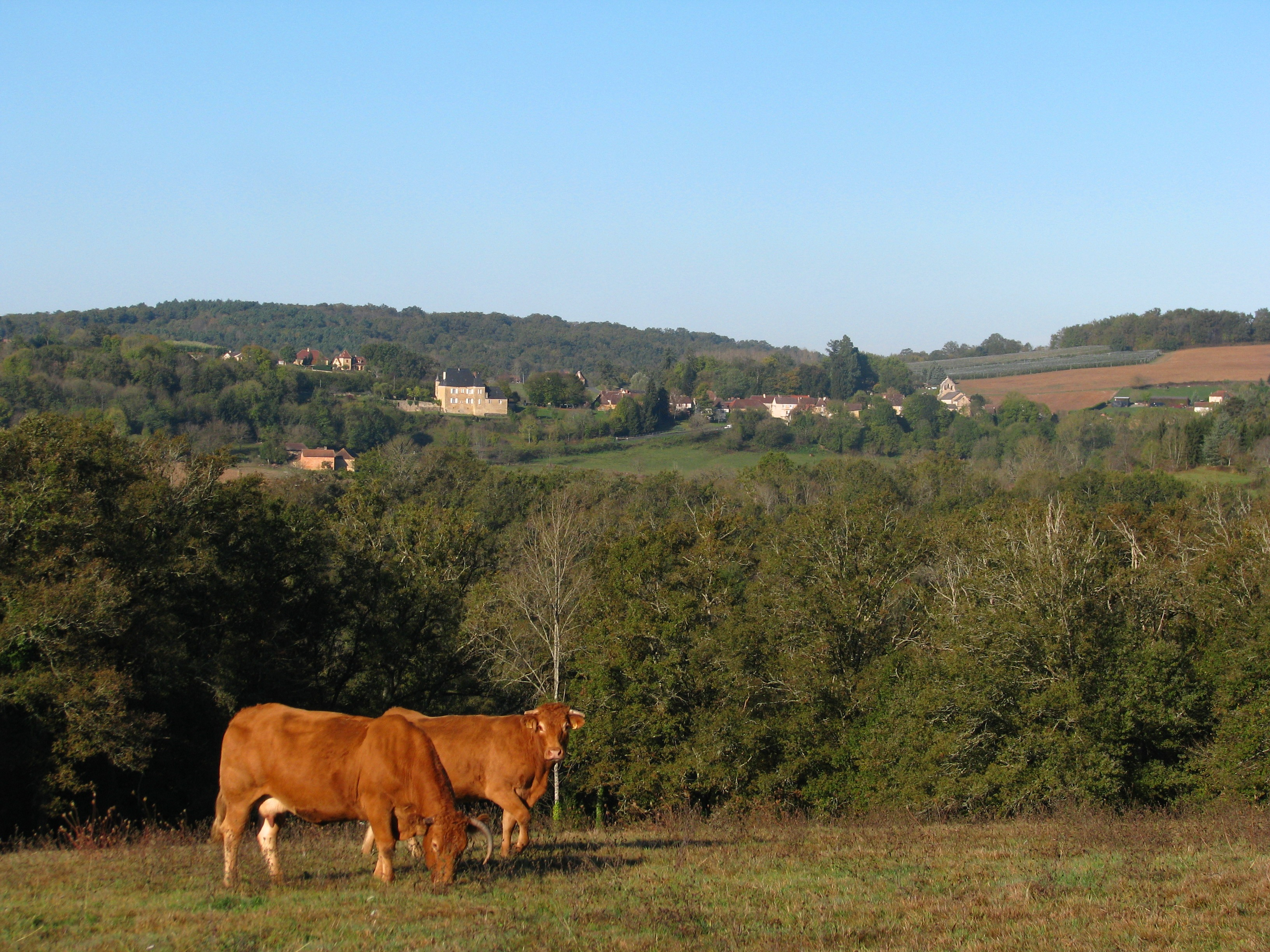
Blik op Anlhiac.

## Geografie
De oppervlakte van Anlhiac bedraagt 11,7 km², de bevolkingsdichtheid is 24,0 inwoners per km².
De onderstaande kaart toont de ligging van Anlhiac met de belangrijkste infrastructuur en aangrenzende gemeenten.

## Demografie
Onderstaande figuur toont het verloop van het inwonertal (bron: INSEE-tellingen).